# Salganea obtusespinosa
Salganea obtusespinosa es una especie de cucaracha del género Salganea, familia Blaberidae.

## Distribución
Esta especie se encuentra en isla de Borneo.